# Artur Blohmke
Artur Blohmke, auch Arthur Blohmke, (* 13. Juli 1888 in Danzig; † 27. Februar 1957 in Frankfurt am Main) war ein deutscher Laryngologe und Hochschullehrer.

## Leben
Blohmke studierte an der Albertus-Universität Königsberg Medizin. Hier schloss er sich der Landsmannschaft Marko-Natangia, der heutigen Landsmannschaft Hammonia-Marko Natangia zu Hamburg, an. Blohmke war Freimaurer und ab 1913 Mitglied der Königsberger Loge Zum Todtenkopf und Phoenix. Nach den Prüfungen und der Teilnahme am Ersten Weltkrieg habilitierte er sich 1918 in Königsberg und erhielt dort 1925 ein Extraordinariat. Seine Haupttätigkeit bildete jedoch die Einrichtung der HNO-Klinik am großen Krankenhaus der Barmherzigkeit nach den damals neuesten Gesichtspunkten. Hier arbeitete und forschte er, bis er 1944 flüchten musste.
1947 wurde er Chefarzt am Städtischen Krankenhaus in Mannheim. 1948 erfolgte die Berufung als Professor auf den ordentlichen Lehrstuhl für HNO-Heilkunde an der Universität Frankfurt am Main. Er befasste sich mit verbesserten Operationsmethoden bei Komplikationen und mit der Röntgen-Vorbestrahlung von Tumoren im HNO-Bereich. Seit 1948 war er Mitherausgeber der Zeitschrift für Laryngologie.

## Schriften
- Beitrag zur Frage der sekundären Labyrinthinfektion bei akuter Mittelohreiterung. Königsberg, Med. Diss., 1913.